# Dennis Lippert
Dennis Lippert (* 20. Februar 1996 in Weiden in der Oberpfalz) ist ein deutscher Fußballspieler. Der Außenverteidiger steht bei der SpVgg Bayreuth unter Vertrag.

## Karriere
Dennis Lippert spielte in seiner Heimatstadt Weiden zunächst für die SpVgg Weiden und nach deren insolvenzbedingter Auflösung für den Nachfolgeverein SpVgg Weiden 2010. Im Jahr 2012 wechselte er zum 1. FC Nürnberg, für den er in der B-Junioren-Bundesliga und in der A-Junioren-Bundesliga auflief.
2015 wurde Lippert beim „Club“ in den Seniorenbereich übernommen. Er rückte in den Kader der FCN-Zweitvertretung in der Regionalliga Bayern auf und konnte sich dort für Berücksichtigungen im Profiteam empfehlen. Am 4. Februar 2017 gab er sein Debüt in der 2. Bundesliga, als er im Spiel beim 1. FC Heidenheim (2:3) in der Startaufstellung stand. Weitere fünf Einsätze im Verlauf der Saison 16/17 schlossen sich an. Im März 2017 erlitt Lippert im Training einen Kreuzbandriss, der ihm eine monatelange Pause einbrachte. Mit dem 1. FC Nürnberg wurde er Vizemeister der 2. Bundesliga 2018 und stieg somit in die Bundesliga auf.
In der Saison 2019–21 stand Lippert zunächst ausschließlich im Kader der zweiten Mannschaft des 1. FC Nürnberg. Im September 2020 wurde dann sein Wechsel zur SpVgg Bayreuth bekannt gegeben.
Zur Saison 23/24 wechselte er zum FC 08 Homburg. Nach nur einer Saison kehrte er nach Bayreuth zurück.

## Erfolge
SpVgg Bayreuth
- Meister der Regionalliga Bayern und Aufstieg in die 3. Liga: 2021/22